# Clément de Renesse-Breidbach
Clément de Renesse-Breidbach, né à Liège le 12 février 1776 et mort à 's Herenelderen le 26 mars 1833, est un homme politique belge.

## Fonctions et mandats
- Membre de la Première Chambre des États généraux : 1815-1830
- Membre du Congrès national : 1830-1831

## Publications
- Histoire numismatique de l'évêché et principauté de Liège, Brussel, 1831
- Projet pour l’établissement d’un conservateur des monuments nationaux et la vente de mon cabinet a sa majesté (1833), publié par H. SCHUERMANS, dans Bulletin des Commissions royales d’art et d’archéologie, 1873, p. 455.
- Ouvrage posthume de Mr. le Comte C. W. de Renesse Breidbach, publié par son fils comme spécimen d'un grand ouvrage numismatique projeté par l'auteur, 3 Volumes, Antwerpen, 1836.